# Conflit en Papouasie occidentale
Il existe un mouvement séparatiste en Papouasie occidentale. Ce territoire, anciennement  Nouvelle-Guinée néerlandaise, fut conquis par l'Indonésie en 1963 et a été divisé en deux provinces administratives : la Papouasie et la Papouasie occidentale, qui sont les traductions en français des noms officiels indonésiens, respectivement Papua et Papua Barat (une réforme de 2022 instituent désormais six provinces). Le mouvement séparatiste est principalement véhiculé par l'Organisation pour une Papouasie libre. Pour éviter les confusions il faut bien noter que l'expression Papouasie occidentale (Papua Barat en indonésien, West Papua en anglais) est utilisée dans deux sens différents par les belligérants : pour les Papous indépendantistes, il s'agit depuis 1961 de tout le territoire de l'ancienne colonie, soit la moitié occidentale de l'île de Nouvelle-Guinée ; en revanche, pour l'administration indonésienne, qui a longtemps interdit l'expression, il ne s'agit que de la province à l'extrême ouest de l'île, depuis un décret présidentiel de 2003.

## Historique du conflit
En 1660, la VOC (Vereenigde Oostindische Compagnie, c'est-à-dire la Compagnie néerlandaise des Indes orientales), présente dans les Moluques depuis 1605, reconnaît la suzeraineté du sultan de Tidore, alors un des principaux États de l'est de l'archipel indonésien, sur les "Papous". Tidore, dont l'importance a disparu avec le déclin du commerce des épices au XVIIIe siècle, réaffirme son statut de vassal des Néerlandais au début des années 1870. La Nouvelle-Guinée occidentale est ainsi directement intégrée aux Indes néerlandaises. À la fin des années 1940, les Pays-Bas reconnaissaient encore la suzeraineté de Tidore sur une partie du nord de la Nouvelle-Guinée occidentale.
Des années 1930 aux années 1950, des Papous rejoignent le mouvement national indonésien . En 1945, Silas Papare organise la rébellion d’un bataillon papou contre les Néerlandais. La rébellion est écrasée l’année suivante . Papare fonde le Partij Kemerdekaan Irian Indonesia (« parti pour l’indépendance d’un Irian indonésien »).
Le 17 août 1945, Soekarno et Hatta proclament l'indépendance de l'Indonésie. Peu de temps après les Néerlandais, dont la colonie avait été sous occupation japonaise à la suite de la reddition des forces alliées le 8 mars 1942, y reprennent pied. Suit une période de conflit à la fois politique, diplomatique et militaire entre la jeune république et l'ancienne puissance coloniale que les Indonésiens appellent la Revolusi.
En 1946, les Néerlandais ont repris le contrôle de Bornéo et du « Grand Est », c’est-à-dire l’ensemble constitué par Célèbes, les Moluques et les Petites îles de la Sonde. La république d’Indonésie ne contrôle plus que Java et Sumatra. Les Néerlandais veulent créer une entité fédérale dans laquelle la république d’Indonésie ne serait qu’un « État » parmi d’autres. Ils organisent une conférence dans la station de montagne de Malino dans le sud de Célèbes en juillet 1946 et obtiennent le soutien de Bornéo et du Grand Est. À la conférence est présent un représentant de la Nouvelle-Guinée occidentale, Frans Kaisiepo, originaire de l’île de Biak près de la côte nord du territoire. On attribue à Kaisiepo la création du nom d’« Irian » pour désigner le territoire, ce mot voulant dire « embué » en langue biak, pour décrire l’aspect de la Nouvelle-Guinée vue depuis son île . Sa position est que « la Nouvelle-Guinée-Occidentale ne [doit] pas être séparée du “Grand Est” » . Une seconde conférence est organisée en décembre de la même année à Denpasar à Bali. Le général van Mook, lieutenant-gouverneur général des Indes néerlandaises, y propose de détacher la Nouvelle-Guinée occidentale du reste de ce que les Néerlandais considèrent toujours leur colonie . Soixante-huit des soixante-dix délégués présents à la conférence s’opposent à cette idée.
Le conflit entre l'Indonésie et les Pays-Bas prend fin avec la conférence de la Table ronde de La Haye, à l'issue de laquelle le 27 décembre 1949, le royaume des Pays-Bas transfère formellement la souveraineté sur le territoire de son ancienne colonie à la république des États-Unis d'Indonésie. Toutefois, ce transfert n'inclut pas la Nouvelle-Guinée occidentale. Les deux parties sont en effet convenues que ce territoire ferait l'objet de discussions en 1950.
Du point de vue néerlandais, la Nouvelle-Guinée occidentale était « politiquement et culturellement distincte ». Les Pays-Bas mettent donc en place une politique qui « mène à l’établissement d’un État mélanésien séparé, souverain ». Ils promettent l’indépendance aux habitants du territoire et créent en 1961 un parlement, le "Conseil de la Nouvelle-Guinée occidentale". Le 1er décembre 1961, ce conseil hisse un nouveau drapeau, l’« Étoile du matin » et choisissent d'adopter le nom "West Papua" pour leur pays. De nombreux Papous interprètent cet événement comme une déclaration d’indépendance, mais le territoire reste sous souveraineté néerlandaise.
En 1961, le président indonésien Soekarno lance une campagne pour la « libération de l’Irian ». Il mobilise deux cent cinquante navires et cent mille soldats et volontaires civils. Les Américains, qui n'apprécient pas les sympathies de gauche de Soekarno, s'inquiètent de la situation. Les Britanniques, qui ont accordé l'indépendance à la Malaisie voisine en 1957, ne souhaitent pas apparaître comme soutenant une cause "colonialiste" et restent neutres. Les Néerlandais ne trouvent donc pas de soutien de la part des principales puissances occidentales.
Finalement, des discussions se tiennent entre Néerlandais et Indonésiens en 1962, à l’initiative des Nations unies. L’ambassadeur des États-Unis auprès des Nations unies fait office de médiateur. Le 15 août de cette année, l'accord de New York est signé, qui prévoit le transfert de l’administration du territoire des Pays-Bas à une "autorité exécutive temporaire des Nations unies" le 1er octobre, puis à l’Indonésie le 1er mai 1963. Il prévoit également que l’Indonésie donnera à la population du territoire la possibilité de choisir librement entre le maintien au sein de l’Indonésie ou la séparation, sous la forme d’un plébiscite qui se tiendrait au plus tard en 1969.
En 1965, à la suite de l'affaire du "mouvement du 30 septembre", le général Soeharto organise une répression qui se traduit par le massacre de plus de 500 000 personnes suspectées d'être sympathisants du Parti communiste indonésien, accusé d'être l'instigateur du "Mouvement". Soekarno transfère formellement le pouvoir à Soeharto le 11 mars 1966.
En 1967, le gouvernement indonésien signe un contrat minier avec la société américaine Freeport Sulphur. Freeport avait eu connaissance en 1959 d’un possible gisement de cuivre dans les monts Maoke dans le centre du territoire, l’Ertsberg, dont un géologue néerlandais de la compagnie pétrolière Shell, Jean Jacques Dozy, avait soupçonné l’existence alors qu'en 1936 il explorait cette région. La Seconde guerre mondiale avait plongé le rapport de Dozy dans l’oubli. La société entreprend aussitôt des forages, qui confirment l'existence du gisement.
En 1969 se tient un « Act of Free Choice » censé être ce plébiscite. En fait, les participants se limitent à 1 026 membres de conseils désignés par le gouvernement indonésien et censés représenter la population du territoire. Ils votent à l’unanimité pour le maintien dans l’Indonésie. Par la résolution 2504 du 19 novembre 1969, l’Assemblée générale des Nations unies entérine les résultats de la consultation, la considérant conforme à l’accord de New York.
En 1988, Freeport découvre l’énorme gisement de Grasberg, dont les réserves sont estimées les troisièmes plus importante dans le monde pour le cuivre et deuxièmes pour l’or. Au titre de la convention d'exploitation (« contract of work ») sous lequel la société exploite ses mines de Papouasie Occidentale, les revenus sont partagés avec le gouvernement indonésien. La population locale n’en bénéficie guère. En outre, pour cette exploitation, Freeport fait surtout appel à du personnel venu d’autres régions d'Indonésie. Enfin, l’exploitation se traduit par des problèmes environnementaux. Les mouvements de protestation sont réprimés[réf. nécessaire].
De nombreux Papous se sentent victimes de discrimination et considèrent les Indonésiens comme des envahisseurs mais leur mouvement est réprimé, même en cas de protestation pacifique.
L'Organisation pour une Papouasie libre (Organisasi Papua Merdeka / OPM), réfutant l'accord de New York, y mène une guerre de basse intensité depuis les années 1960. En plus des armes à feu, le mouvement utilise également des armes traditionnelles telles que les lances. Toutefois, selon l'administration indonésienne, depuis quelques années, les Papous auraient accès à toutes les fonctions de responsabilité,. Il faut cependant rappeler que les Javanais constituent 40 % environ de la population de ces provinces et que la région est riche en ressources, ce qui suscite convoitises et rivalités, ce qui suggère qu'il s'agirait avant tout d'un conflit politique et non ethnique, bien que l'armée et la police indonésiennes commettent de nombreuses exactions contre les Papous.
En 2001, l'assassinat de Theys Eluay porte un coup dur à l'Organisation pour une Papouasie libre. Depuis 2008, on assiste toutefois à une recrudescence accrue des actes de guérilla contre l'armée indonésienne. Le 14 décembre 2011, la police indonésienne parvient pour la première fois à attaquer un QG d'une cellule de l'organisation, résultant en la mort de 14 séparatistes et la saisie d'armes à feu, de couteaux, d'équipements, de documents et de drapeaux séparatistes. Un bilan en 2011 fait état de 100 000 déplacés et de 150 000 à 400 000 tués, depuis le début de l'insurrection.
En 2014 est fondé le Mouvement uni pour la libération de la Papouasie occidentale, comme mouvement indépendantiste politique, par opposition à un mouvement de guérilla.
L'élection du maire de Jakarta Joko Widodo à la présidence de la république en 2014 suscite une vague d'espérance de la population papoue. Son action apparait cependant comme inefficace, puisque la répression menée par l'armée s'est poursuivie et même accentuée. Il obtient néanmoins 74 % des suffrages exprimés en Papouasie lors de l'élection présidentielle de 2019 face à son rival, le général Prabowo Subianto.
À partir d'août 2019, la province est secouée par un important mouvement de protestation à la suite de l'attaque d'une résidence étudiante par des nationalistes indonésiens. Les autorités font déployer 6 000 soldats supplémentaires dans une province qui comptabilise déjà près d'un policier pour cent personnes. Tous les dirigeants des principales organisations indépendantistes ont été arrêtés et Internet est bloqué. Les journalistes indonésiens sont surveillés, les défenseurs des droits humains emprisonnés ou poursuivis. Certains ont du s’exiler.
Le 1er décembre 2020, le Mouvement uni pour la libération de la Papouasie occidentale adopte une « Constitution provisoire » pour la « future république de Papouasie occidentale » et fait de Benny Wenda le président d'un « gouvernement provisoire » du pays. Le gouvernement sera constitué durant les premiers mois de l'année 2021 et visera à obtenir un référendum d'indépendance, à la suite duquel il souhaite organiser des élections pour faire du pays « le premier État vert au monde et un modèle de droits de l'homme - à l'opposé des décennies de colonisation indonésienne sanglante ». Le gouvernement indonésien déclare « illégitime » ce gouvernement papou virtuel,.
Le 10 avril 2025, au moins 17 personnes sont tuées, par des militants de l'Armée de libération nationale de Papouasie occidentale (TPNPB) dans la régence de Yahukimo, dans les hautes terres de Papouasie.

## Exactions commises par l'armée indonésienne
L'armée indonésienne s'est rendue coupable dans sa lutte contre les séparatistes papous de nombreuses exactions contre des civils, allant jusqu'à massacrer des villages entiers, sous prétexte que les villageois seraient des sympathisants de l'OPM. Des dizaines de milliers de Papous ont été tués par les forces de sécurité indonésiennes depuis les années 1960.
L'accès du territoire est très difficile pour les étrangers, ce qui rend les observations quasi-nulles. La zone est considérée comme militaire et contrôlée par l'armée Indonésienne. Le tourisme est très faible et un laisser-passer est exigé pour les rares journalistes étrangers présents sur place, et concentrés à Jayapura. La plupart des demandes de journalistes de se rendre en Papouasie occidentale sont rejetées, de même que celles des travailleurs humanitaires. Ainsi, la Croix rouge reste interdite de visite. Les visas sont, de même, généralement refusés à la plupart des chercheurs souhaitant travailler en Papouasie occidentale. Le conflit est très peu médiatisé à l'étranger et les autorités indonésiennes maintiennent un strict contrôle sur l'information. Le président Joko Widodo, a annoncé vouloir ouvrir la Papouasie Occidentale aux journalistes extérieurs mais aucun changement n'a eu lieu. Il a aussi annoncé faire libérer cinq prisonniers politiques, mais davantage encore se sont depuis fait arrêter à leur tour.
Selon Usman Hamid, directeur d'Amnesty International Indonésie : « La Papouasie est l'un des trous noirs de l'Indonésie dans le domaine des droits humains. C'est la région où les forces de sécurité ont pendant des années été autorisées à tuer des femmes, des hommes, des enfants, sans craindre de devoir assumer la moindre responsabilité. »
En 2019, à la suite de l’assassinat de seize ouvriers travaillant pour l'armée indonésienne sur un chantier, l'armée aurait mené des attaques héliportées de villages et utilisé des projectiles incendiaires au phosphore blanc. L'armée indonésienne dément cette accusation, en affirmant qu'il s'agit de " propagande ridicule véhiculée par des gens stupides ". Sur les 100 000 Papous qui vivaient dans le district de Nduga, 45 000 ont dû quitter la région. Selon les ONG, 190 Papous, en majorité des femmes et des enfants, sont morts de faim ou de maladie. Certains ont été assassinés, comme l’attestent cinq corps retrouvés dans une fosse.